# Alix de Lusignan (comtesse de Surrey)
Pour les articles homonymes, voir Alix de Lusignan (homonymie).
Alix de Lusignan (v. 1229-1256) est une aristocrate de la haute noblesse poitevine du XIIIe siècle au sein de laquelle ses parents ont exercé un rôle dominant. Elle quitte à l'âge de dix-sept ans son Poitou natal pour la cour d'Angleterre. En 1247 elle devient comtesse de Surrey par son mariage avec un jeune héritier anglo-normand, Jean Ier de Warenne (1231-1304).

## Biographie

### Famille
Alix est le neuvième et le dernier enfant d'Hugues X de Lusignan (v. 1182-1249), comte de la Marche (1219-1249) et de son épouse Isabelle Taillefer (v. 1188/1192-1246), comtesse d'Angoulême (1202-1246) suo jure, et reine consort d'Angleterre (1200-1216) veuve du roi Jean sans Terre (1166-1216). 
Alix a cinq frères et trois sœurs, dont Hugues XI le Brun (v. 1221-1250) qui succède à ses parents comme seigneur de Lusignan, comte de la Marche (1249-1250) et d'Angoulême (1246-1250) ; tandis que Guillaume Ier de Valence (v. 1227-1296) et Aymar de Lusignan (1228-1260) deviennent respectivement comte de Pembroke (1247-1296) et évêque de Winchester (1250-1260) en Angleterre. 
Alix, outre-manche, a cinq demi-frères et sœurs royaux issus du premier mariage de sa mère avec le roi Jean Sans Terre. Elle est par ce fait la sœur utérine du roi Henri III d'Angleterre (1207-1272) et du roi des Romains, Richard de Cornouailles (1209-1272).  

#### Homonyme
Elle ne doit pas être confondue avec sa nièce, une autre Alix de Lusignan (av. 1241-1290), seconde fille d'Hugues XI le Brun (v. 1221-1250), et de son épouse Yolande de Bretagne (1218-1272), comtesse de Penthièvre. 

#### Anthroponyme
Elle porte le prénom de sa grand-mère maternelle, Alix de Courtenay (v. 1160-1218), comtesse d'Angoulême (v. 1186-1202). 

### Vie en Angleterre
Après la bataille de Taillebourg en 1242, qui met en difficulté son père Hugues X de Lusignan et l'ensemble du réseau familial poitevin, Henri III invite plusieurs de ses demi-frères en 1247 à le rejoindre en Angleterre. Accompagnée de ses frères Guy, Guillaume et Aymar, Alix débarque à Douvres au printemps 1247 et s'installe à la cour royale  à la cour royale avec ses trois frères. Le souverain anglais se charge aussitôt d'assurer leur avenir : Alix épouse très rapidement le jeune comte de Surrey, Jean de Warenne. Quant à Guillaume de Valence, il épouse le 13 août 1247 Jeanne de Montchenu, dernière descendante et cohéritière du comte de Pembroke, Guillaume le Maréchal. En devenant ainsi comte de Pembroke et seigneur de Wexford, Guillaume devient l'un des plus puissants barons d'Angleterre. Guy et Geoffroy se voient grandement favorisés par le monarque Plantagenêt et Aymar succède à Guillaume de Raley comme évêque de Winchester en 1250. Cette politique royale de faveurs rendront les Lusignan très impopulaires auprès d'une partie de l'aristocratie anglaise. Les frères Lusignan seront un soutien indéfectible des rois Henri III et Édouard Ier, son fils. 

## Mariage et descendance

### JeanIerde Warenne
Le 16 avril 1247, son demi-frère, le roi Henri III, arrange son mariage avec Jean Ier de Warenne (1231-29 sept. 1304), héritier du comté de Surrey, fils de Guillaume IV de Warenne (♰ 1240), et de Mathilde le Maréchal (1192-1248), alors âgé de seize ans, orphelin et élevé à la cour d'Angleterre,.   

### Postérité
Le couple a trois enfants, :
- Aliénor ou Alix de Warenne (1251-av. 1282), épouse en 1268 Henry Percy (1235-1272), fils de Guillaume Percy (♰ 1245) et d'Hélène de Bailleul (♰ 1281)[14],[15]. Ils ont des enfants, dont :
  - Henry de Percy (1273-1314), 1er baron Percy d'Alnwick.
- Isabelle de Warenne (v. 1253-av. 1292), épouse de Jean Bailleul (1249-1314), roi d'Ecosse (1292-1296). Ils ont pour enfant :
  - Édouard Bailleul (1283-1367), roi titulaire d'Ecosse (1332-1356).

- Guillaume V de Warenne (v. 1256-1286)[16] est tué lors d'un tournoi. Il épouse Jeanne de Vere (♰ 1293), fille de Robert de Vere, comte d’Oxford (♰ 1296), avec qui il a deux enfants :
  - Jean de Warenne (30 juin 1286-29 ou 30 juin 1347), 7e comte de Surrey et 2e comte de Sussex ;
  - Alice de Warenne (15 juin 1287-23 mai 1338) , épouse d'Edmond FitzAlan, comte d'Arundel.

D'après Mathieu Paris, leur mariage aurait provoqué un certain ressentiment au sein de la noblesse anglaise qui considérait les demi-frères et sœur du roi Henri III comme des parasites et un poids pour le royaume,.
Jean Ier de Warenne devient un ami proche de son beau-frère, Guillaume Ier de Valence (v. 1227-1296), mari de sa cousine Jeanne de Montchenu (av. 1234-1307), comtesse de Pembroke (1245-1307), dame de Swanscombe (1255-1307).

### Décès
Alix de Lusignan, après neuf années de mariage, décède en 1256. Son décès aurait provoqué une très grande douleur chez son époux. Malgré son jeune âge, 25 ans au décès d'Alix, Jean Ier de Warenne ne se remarie pas et reste veuf pendant quarante-huit années.

## Sources et bibliographie